# الوصال (مسلسل)
الوصال (بالتركية: Vuslat)‏ هو مسلسل تركي من إنتاج شركة A23، وتأليف بتول ياساغان وإخراج مراد أونبول، عرض على قناة تي أر تي 1. من بطولة قادير دوغلو، دوريم أوزكان، غمزة سونار أتاي، محمد أوزغور، أوميت إبراهيم كانتارجيلار، بيلين أولوكسار، المسلسل مأخوذ من كتاب اسمه (شطرنج العارفين) لابن عربي. انتهى عرضه في 9 مارس 2020.

## قصة المسلسل
تدور أحداثه حول (فريدة) التي تحارب كثيراً من أجل حياة آمنة لعائلتها، وأيضا يوجد (عزيز) هو رجل أعمال، يحدث حوله الكثير من المشاكل والعقبات مع عشقه، بينما يوجد الكثير من الأسرار في حياة كل من فريدة وعزيز.
يبدأ المسلسل بظهور قادير دوغلو (عزيز) وهو يدافع عن كرم (أوموت)، وقام بقتل كل من كانوا يحاولون قتل كرم، تظهر عائلتين بالمسلسل الأولى عائلة بسيطة لكنها لديها مشاكل كثيرة فهي عائلة فقيرة، وعائلة غنية جداً لكن بها أم مستبدة ابنهما الكبير هو رجل الأعمال عزيز، ولديهم ابنة، كما قاموا بتربية كرم الذي يعيش معهم في نفس المنزل، شخصية كرم مهزوزة لكن عزيز يعتبره مثل أخيه ويهتم به كثيرا.
عزيز هو الشخصية الرئيسية بالمسلسل، شخص غني جدا، لكنه صارم، لا يحب الهزار أو التباطؤ في العمل، يراوده حلم باستمرار وهو مدفون تحت التراب، ويشاهد الجميع وهم يدفنوه، توجد الكثير من الأسرار في حياته سوف تكشف مع توالي الحلقات.
فريدة فتاة من أسرة بسيطة، تعول عائلتها، فتاة طيبة، لا تتحمل كسر والدها، والدتها توفت منذ فترة، وأبوها تزوج من أخرى، تعمل في مصنع للملابس لكي تساعد والدها في مصاريف المعيشة.
كرم شخصية صعبة، عاش مع عائلة عزيز وتربى معهم، لكن والدة عزيز لا تحبه، وتريد منه أن يغادر منزلها، عندما يسمعها وهي تتحدث عنه بالسوء يحزن ويغضب، يساعد (عزيز) في العمل لكنه متكاسل، ولا يحضر الاجتماعات فيحاول تهديده بترك مكانه إن لم يركز في عمله.

## أبطال مسلسل الوصال
- قادير دوغلو (عزيز).
- دوريم أوزكان (فريدة).
- أوميت إبراهيم كانتارجيلار (كرم).
- مراد كاراسو (فائق والد فوسلات)
- جراح باشلي (نجمي).
- باران بولوكباشي (فرات شقيق فوسلات).
- عثمان ألكاش (السيد تحسين والد عزيز).
- سيرا بيرينتش (جيلان اخت فوسلات من الاب).
- جوزدا كايا (سلطانة اخت عزيز).
- نورهان أوزينين (بريهان كوركمازار)
- محمد أوزغور (الاب صالح).
- ايردم اكاكشي (عبد الله).

## مواعيد العرض
| الموسم | يوم العرض والساعة | بداية الموسم   | نهاية الموسم | عدد الحلقات المعروضة | عدد الحلقات | القناة |
| ------ | ----------------- | -------------- | ------------ | -------------------- | ----------- | ------ |
| الأول  | الإثنين 20.00     | 7 يناير 2019   | 27 مايو 2019 | 20                   | 1-20        | TRT 1  |
| الثاني | الإثنين 20.00     | 16 سبتمبر 2019 | 9 مارس 2020  | 24                   | 21-44       | TRT 1  |

## روابط خارجية
- الوصال على موقع IMDb (الإنجليزية)
- الوصال على موقع كينوبويسك (الروسية)
- الوصال على موقع قاعدة بيانات الفيلم (الإنجليزية)